# Yoshua Bengio
Yoshua Bengio (Parigi, 5 marzo 1964) è un informatico e ricercatore canadese, pioniere delle reti neurali artificiali e dell'apprendimento profondo..
È professore presso l'Università di Montréal e direttore scientifico dell'istituto di IA MILA.
È nato in Francia da una famiglia di ebrei marocchini immigrati nel paese, e successivamente trasferiti in Canada. Suo fratello, Samy Bengio, è anch'egli un ricercatore impegnato nel campo dell'intelligenza artificiale.
Bengio ha ricevuto il Premio Turing dell'ACM nel 2018 insieme a Geoffrey Hinton e Yann LeCun, per il loro lavoro fondamentale nel campo dell'apprendimento profondo. Bengio, Hinton e LeCun sono talvolta chiamati i "padrini dell'IA". Bengio è l'informatico più citato al mondo (sia per citazioni totali che per indice H) e lo scienziato vivente più citato in assoluto in tutti i campi (per numero di citazioni totali). Nel 2024, la rivista TIME ha incluso Bengio nella sua lista annuale delle 100 persone più influenti al mondo.

## Premi e riconoscimenti
Nel 2018 ha ricevuto il Premio Turing insieme a Geoffrey Hinton e Yann LeCun. Nel 2019 è stato eletto Fellow dell'Association for the Advancement of Artificial Intelligence. 
È stato riconosciuto come Fellow dell'Association for Computing Machinery nel 2023.